# اثر فرانتی
اثر فرانتی به پدیده‌ای گفته می‌شود که در طی آن در صورت بی‌باری، کم‌باری یا باز شدن انتهای خطوط انتقال، بار سلفی خطوط کاهش یافته و به دلیل وجود خازن موازی در مدل خطوط انتقال نیرو، توان راکتیو وارد خط شده و ولتاژ انتهایی آن افزایش می‌یابد. هر چه طول خط بیشتر باشد به میزان اضافه ولتاژ در انتهای خط افزوده می‌شود. ولتاژ افزایش یافته در انتهای خط با مجذور طول خط متناسب است.
اثر فرانتی معمولاً در ساعات بار کم مثلاً در نیمه شب یا در زمان خارج شدن یک بار بزرگ از یک خط طولانی رخ می‌دهد. برای کاهش عوارض اثر فرانتی معمولاً از جبران‌سازهای سلفی در خط انتقال استفاده می‌شود.
در مواقع کم باری خط تولید کننده توان راکتیو و در مواقع پرباری خط مصرف کننده توان راکتیو می شود.
این اثر اولین بار در سال ۱۸۸۷ و در زمان نصب کابل‌های یک سیستم ۱۰ کیلوولت توسط سباستین زیانی د فرانتی مشاهده و گزارش شد.

روابط افزایش ولتاژ:
{\displaystyle {\frac {U_{E}}{U_{S}}}=\left(1+{\frac {1}{2}}{\frac {R+X_{L}}{X_{C}}}\right)^{-1}}
که با توجه به:
{\displaystyle X_{C}={\frac {1}{\mathrm {j} \omega C'l}};\quad X_{L}={\mathrm {j} \omega L'l}}
به صورت زیر ساده می شود:
{\displaystyle {\frac {U_{E}}{U_{S}}}=\left(1-{\frac {L\cdot C\cdot \omega ^{2}}{2}}\right)^{-1}}
یا برای محاسبهء rms ولتاژ پایان خط به طول{\displaystyle l}:
{\displaystyle U_{1}=U_{2}\cos \left(2\pi {\frac {l}{\lambda }}\right)}
که:
{\displaystyle U_{1}\,} - ولتاژابتدای خط,
{\displaystyle U_{2}\,} - واتاژ انتهای خط.
خط انتقال380 kV 

50 Hzانتقال توان
L（اندوکتانس） = 1,01 mH/km
C（ظرفیت خازنی） = 11,48 nF/km
| طول خط انتقال | میزان افزایش ولتاژ |
| ------------- | ------------------ |
| 100 km        | 0.6 %              |
| 200 km        | 2.3 %              |
| 300 km        | 5.4 %              |
| 400 km        | 9.9 %              |